# 神羅万象チョコ 傑作選
神羅万象チョコ 傑作選（しんらばんしょうチョコ けっさくせん）はバンダイ発売のおまけカード付き食玩、ウエハースチョコレート。
神羅万象チョコシリーズの「第一章」から「一鬼火勢の章」までの全11章からピックアップされた30(+1)種と、新章にあたる「流星の皇子」の主人公とヒロインの描き下ろし2種を収録した全32(+1)種類すべてがホログラムカード仕様の特別弾である。ホログラムの柄は従来のクリスタルレアと異なる専用模様となっているのが特徴。従来のセレクションとは異なり、裏面に各章ストーリーのダイジェストが記載されている。通称、「傑作」。2016年12月5日に発売された。神羅万象チョコの通常価格は100円であるが、「傑作」は特別価格の150円となっている。

## 収録カード
| NO       | キャラクター名称                                           | 章                 | 弾              | 種類              |
| -------- | ---------------------------------------------------------- | ------------------ | --------------- | ----------------- |
| 傑作 001 | 聖龍王サイガ(せいりゅうおうサイガ)                         | 第一章             | 第3弾 NO.57     | (CR)              |
| 傑作 002 | 聖姫アルマ(セントプリンセスアルマ)                         | 第一章             | 第4弾 NO.96     | (CR)              |
| 傑作 003 | 獣牙王エドガー(じゅうがおうエドガー)                       | 第一章             | 第3弾 NO.63     | (CR)              |
| 傑作 004 | 封印魔破・聖龍石(ふういんまは・せいりゅうせき)             | 第二章             | 第2弾 IISP      | (CR)              |
| 傑作 005 | ボーンマスター                                             | 第二章             | 第1弾 IIPR      | (CR)              |
| 傑作 006 | 魔神マステリオン(ましんマステリオン)                       | 第二章             | 第4弾 IINo.100  | (CR)              |
| 傑作 007 | 雷光王リュウガ(らいこうおうリュウガ)                       | 第三章             | 第3弾 IIINo.089 | (CR)              |
| 傑作 008 | 破壊神デストール(はかいしんデストール)                     | 第三章             | 第4弾 IIINo.101 | (CR)              |
| 傑作 009 | 創造神クリエール(そうぞうしんクリエール)                   | 第三章             | 第4弾 IIINo.114 | (CR)              |
| 傑作 010 | 鬼吼神マキシウス(きこうしんマキシウス)                     | 神獄の章           | 第3弾 神獄067   | (CR)              |
| 傑作 011 | 無頼神ゼロニクス(ぶらいしんゼロニクス)                     | 神獄の章           | 第3弾 神獄066   | (CR)              |
| 傑作 012 | ジーク龍人態(ジークドラグーンフォーム)                     | 神獄の章           | 第3弾 神獄065   | (CR)              |
| 傑作 013 | 羅震帝サン・モルテ(らしんていサン・モルテ)                 | 王我羅旋の章       | 第3弾 王我048   | (CR)/(CRアナザー) |
| 傑作 014 | 曙光王ディルクルム(しょこうおうディルクルム)               | 王我羅旋の章       | 第1弾 王我009   | (CR)              |
| 傑作 015 | 真星姫神メリル(しんせいきしんメリル)                       | 王我羅旋の章       | 第4弾 王我072   | (CR)              |
| 傑作 016 | 電光石火カイ(でんこうせっかカイ)                           | ゼクスファクター   | 第2弾 ZX046     | (CR)              |
| 傑作 017 | 熾天烈火カリン(してんれっかカリン)                         | ゼクスファクター   | 第3弾 ZX048     | (CR)              |
| 傑作 018 | 七剣八想九尾サイ(しちけんはっそうきゅうびサイ)             | 七天の覇者         | 第4弾 七天108   | (CR)              |
| 傑作 019 | 暗黒大将軍タケチヨ(あんこくだいしょうぐんタケチヨ)         | 七天の覇者         | 第2弾 七天EX08  | (CR)              |
| 傑作 020 | 黒刀斬姫ムジナ(こくとうざんきムジナ)                       | 七天の覇者         | 第2弾 七天040   | (CR)              |
| 傑作 021 | 聖魔大剣現アーク(せいまだいけんげんアーク)                 | 大魔王と八つの柱駒 | 第4弾 八柱108   | (CR)              |
| 傑作 022 | 勇者王ヒイロ(ゆうしゃおうヒイロ)                           | 大魔王と八つの柱駒 | 第4弾 八柱100   | (CR)              |
| 傑作 023 | 魔導神ファウスト(まどうしんファウスト)                     | 大魔王と八つの柱駒 | 第4弾 八柱086   | (CR)              |
| 傑作 024 | 灼炎太陽神アポロ(しゃくえんたいようしんアポロ)             | 九邪戦乱の章       | 第4弾 九邪100   | (CR)              |
| 傑作 025 | 月華星天ノイン(げっかせいてんノイン)                       | 九邪戦乱の章       | 第4弾 九邪099   | (CR)              |
| 傑作 026 | 骸煉魔剣王ベルゼビュート(がいれんまけんおうベルゼビュート) | 九邪戦乱の章       | 第4弾 九邪105   | (CR)              |
| 傑作 027 | 調和神バランシール(ちょうわしんバランシール)               | 天地神明の章       | 第1弾 天地PR    | (CR)              |
| 傑作 028 | 神羅魔導神メビウス(しんらまどうしんメビウス)               | 天地神明の章       | 第4弾 天地100   | (CR)              |
| 傑作 029 | 神聖輝焔龍王火牙刀(しんせいきえんりゅうおうかがと)         | 一鬼火勢の章       | 第3弾 一鬼085   | (CR)              |
| 傑作 030 | 飛龍聖将剣真(ひりゅうせいしょうけんしん)                   | 一鬼火勢の章       | 第1弾 一鬼004   | (CR)              |
| 傑作 031 | 流星王ギンガ(りゅうせいおうギンガ)                         | 流星の皇子         | -               | (CR)              |
| 傑作 032 | 彗星天ミホシ(すいせいてんミホシ)                           | 流星の皇子         | -               | (CR)              |